# Courant du Kamtchatka
Pour les articles homonymes, voir Kamtchatka (homonymie).

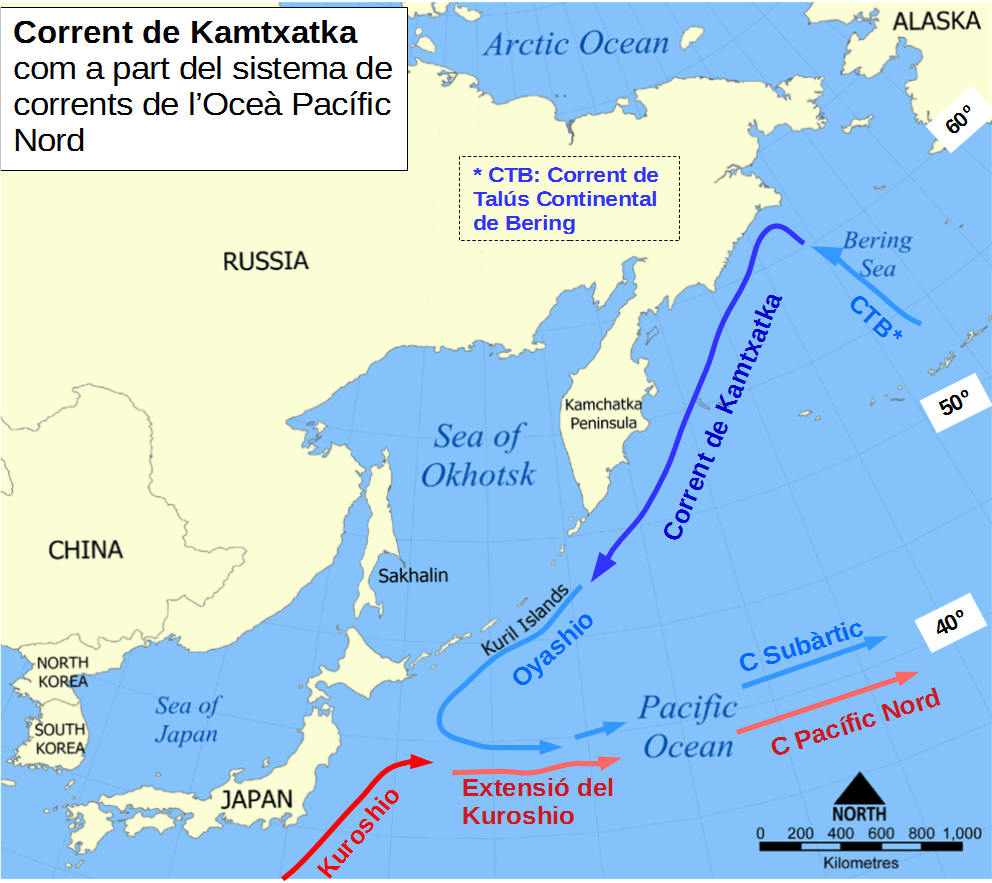
Courant du Kamtchatka (Corrent de Kamtxatka) avec les principaux courants qui lui sont liés dans le système de l'océan Pacifique nord.

Le courant du Kamtchatka est un courant marin qui circule à l'ouest de la mer de Béring. Il vient du détroit de Béring au nord et alimente l'Oyashio au sud, un courant froid. Le courant du Kamtchatka fait 300 km de large et chemine à 2 km/h ; la température moyenne mensuelle de ses eaux varie entre +1 °C et +10 °C.